# ليليانا رونتشيتي
ليليانا رونتشيتي (بالإيطالية: Liliana Ronchetti)‏ مواليد 15 فبراير 1927 في كومو - الوفاة 04 فبراير 1974، كانت لاعبة كرة سلة إيطالية. بدأت مسيرتها الاحترافية في سنة 1947. اعتزلت اللعب في 1973. دخلت قاعة مشاهير الاتحاد الدولي لكرة السلة. لعبت مع نادي كومنسي لكرة السلة للسيدات وبالاكانسترو فاريزي.

## روابط خارجية
- ليليانا رونتشيتي على موقع الاتحاد الدولي لكرة السلة (الإنجليزية)